# バングーAC
バングーAC (Bangu AC)は、ブラジル・リオデジャネイロに本拠地を置くサッカークラブチーム。

## 歴史
1904年、リオデジャネイロのバングー地区に所在する工場の労働者たちによって設立された。
1933年、カンピオナート・カリオカ初優勝。

## タイトル

### 国際大会
- コリアカップ国際サッカー大会:
  -  (1): 1984
- BTVカップ:
  -  (1): 2015

### 国内大会
- カンピオナート・カリオカ:
  -  (2): 1933, 1966
- カンピオナート・カリオカ2部:
  -  (3): 1911, 1914, 2008

## 歴代監督
- ジジーニョ 1960
- カルペジャーニ 1986-1987
- マリオ・ザガロ 1988-1989
- チッタ 2003

## 歴代所属選手
- ドミンゴス・ダ・ギア 1929-1932
- ジジーニョ 1951-1957
- アデミール・ダ・ギア 1960-1961
- コウチーニョ 1971-1972
- グーガ 1998
- レナト・ガウショ 1999
- チアゴ・ガリャルド 2010-2013